# Prudence Sekgodiso
Tebogo Prudence Sekgodiso (5 de enero de 2002) es una deportista sudafricana que compite en atletismo, especialista en las carreras de mediofondo.
Ganó una medalla de oro en el Campeonato Mundial de Atletismo en Pista Cubierta de 2025, en la prueba de 800 m. Participó en los Juegos Olímpicos de París 2024, ocupando el octavo lugar en la misma prueba.

## Palmarés internacional
| Campeonato Mundial en Pista Cubierta | Campeonato Mundial en Pista Cubierta | Campeonato Mundial en Pista Cubierta | Campeonato Mundial en Pista Cubierta |
| Año                                  | Lugar                                | Medalla                              | Prueba                               |
| ------------------------------------ | ------------------------------------ | ------------------------------------ | ------------------------------------ |
| 2025                                 | Nankín (China)                       | Medalla de oro                       | 800 m                                |